# Sonate pour piano no 1 de Mozart
Pour les articles homonymes, voir Sonate pour piano no 1 et Sonate pour piano (homonymie).
La Sonate pour piano no 1 en do majeur, KV 279/189d de Wolfgang Amadeus Mozart a été composée à l'occasion de son voyage à Munich pour faire représenter son opéra La finta giardiniera. La date de composition se situe donc entre la fin de 1774 et le début de 1775 alors que Mozart avait dix-huit ans. C'est la première d'une série de six sonates écrites lors de ce voyage et également la première des dix-huit sonates, toutes écrites dans une tonalité majeure, à l'exception de la no 8 en la mineur et de la no 14 en do mineur.
Le manuscrit se trouve à la Bibliothèque Jagellonne. La sonate a été publiée en 1799 par Breitkopf & Härtel.

## Analyse
La sonate se compose de trois mouvements:
- Allegro, en do majeur, à , 100 mesures, 2 sections répétées deux fois (première section:mesures 1 à 38 et seconde section:mesures 39 à 100) - partition
- Andante, en fa majeur, à 
, 74 mesures, 2 sections répétées deux fois (première section:mesures 1 à 28 et seconde section:mesures 29 à 74) - partition
- Allegro, en do majeur, à 
, 158 mesures, 2 sections répétées deux fois (première section:mesures 1 à 56 et seconde section:mesures 29 à 158) - partition

La durée de l'interprétation est d'environ 14 minutes.
Une particularité de cette sonate est que les trois mouvements ont la forme sonate.
Introduction du premier mouvement Allegro :
Introduction du 2e mouvement Andante :
Introduction du 3e mouvement Allegro :